# Daniel Pieter Ross van Lennep
Daniël Pieter Ross van Lennep (Kediri, Java, 1 juni 1888 - Oirsbeek, 21 april 1949) was directeur bij de voormalige Staatsmijnen in Limburg.

## Biografie
Daniël Pieter Ross van Lennep werd op 1 juni 1888 in Kediri in het voormalige Nederlands-Indië (Indonesië) geboren als zoon van kassier Egbert David van Lennep (1853-1914) en Helena Wilhelmina Justine Ross. Daniël Pieter trad op 10 april 1912 te Apeldoorn in het huwelijk met Sophie Blumenau (1888-1951).
Ross van Lennep bezocht de hogere burgerschool te Apeldoorn. Daarna studeerde hij Scheikundige Technologie aan de Technische Hogeschool Delft (TU Delft), waar hij in 1911 met lof slaagde. Na zijn studie werkte hij enige tijd als ingenieur bij het gemeentelijk gasbedrijf te Rotterdam. In 1914 trad hij als scheikundig ingenieur in dienst bij de Staatsmijnen. In 1917 werd hij bedrijfsingenieur van de cokesfabriek van de Staatsmijn Emma. In 1924 werd hij daar benoemd tot hoofdingenieur.
In 1929 werd in opdracht van de Staatsmijnen aan de Oirsbeekerweg E31 (later Molenweg 12) in het Zuid-Limburgse dorp Oirsbeek een villa gebouwd voor de toekomstige hoofdbedrijfsingenieur van de Staatsmijn Emma. De villa kreeg de naam "Huize Zonnekamp". Op 26 april 1930 kwam de villa gereed en verhuisde Ross van Lennep samen met zijn echtgenote Sophie Ross van Lennep-Blumenau van hun woning aan de Emmastraat (later Pancratiusstraat) in Heerlen naar hun nieuwe villa in Oirsbeek.
In 1930 werd hij hoofdbedrijfsingenieur bij de cokesfabrieken van de Staatsmijn Emma en de Staatsmijn Maurits, het stikstofbindingbedrijf en het gasdistributiebedrijf. Vanaf 1 februari 1947 was Ross van Lennep directeur van de Staatsmijnen. Hij zorgde voor een grote ommekeer binnen de chemische bedrijven van de Staatsmijnen.
Ross van Lennep was een expert op het gebied van cokesovenbouw. Hij stimuleerde onder andere de ontwikkeling van het stikstofbindingsbedrijf (SBB) van de staatsmijnen en de oprichting van de salpeterzuurfabriek in 1931. Verder zorgde hij voor een centraal laboratorium waar onderzoek plaats kon vinden.
Ross van Lennep werd in 1933 officier in de Orde van Oranje-Nassau. In 1935 ontving hij de gouden medaille van het Hoogewerff-Fonds, een hoge onderscheiding voor onderzoekers in de procesindustrie.
Tijdens de Tweede Wereldoorlog in 1943 weigerde Ross van Lennep aan de Duitse autoriteiten de namen door te geven van stakende mijnwerkers.
In 1947 ontving hij een eredoctoraat in de Technische Wetenschap van de Technische Hogeschool Delft. 
Daniel Pieter Ross van Lennep overleed in de nacht van 21 op 22 april 1949 op 60-jarige leeftijd in Huize Zonnekamp in Oirsbeek. Bij zijn begrafenis werd zijn lichaam vanuit zijn woning in Oirsbeek via de Staatsmijn Emma, Cokesfabriek Staatsmijn Emma en Staatsmijn Hendrik naar de algemene begraafplaats in Heerlen gebracht. Deze stoet werd begeleid door plaatselijke muziekkorpsen. Langs de route stonden duizenden toeschouwers waaronder vele mijnwerkers die hun directeur de laatste eer bewezen.

## Huize Zonnekamp na zijn dood
Na het overlijden van Ross van Lennep werd Huize Zonnekamp bewoond door de directeur-generaal van de Staatsmijnen, Hendrik Hermanus Wemmers en zijn echtgenote. Wemmers was in 1951 en 1952 minister van Verkeer en Waterstaat. Ondanks zijn nieuwe functie bleef hij in Oirsbeek wonen. Na zijn ministerschap keerde hij terug naar zijn oude werkgever, de Staatsmijnen, en daarna werd hij voorzitter van de organisatie van protestants-christelijke werkgevers. Wemmers bleef tot januari 1963 in Huize Zonnekamp wonen en vertrok toen naar Den Haag. Na het vertrek van Wemmers werd ‘Huize Zonnekamp’ door de Staatsmijnen verkocht. In de weide die bij de villa hoort heeft nog enige tijd de schietboom van Schutterij St.Lambertus gestaan. Tot en met 1983 vond hier het koningsvogelschieten plaats waarbij vele Oirsbekenaren, jong en oud, naar de Molenweg kwamen.

## Nalatenschap
Het in 1950 gebouwde voormalige Groene Kruisgebouw in Oirsbeek (Putstraat) is naar Ross van Lennep genoemd (Ross van Lennephuis) en werd deels bekostigd door de Staatsmijnen. Na de verkoop van dit pand aan een particulier in 1982 zijn de letters Ross van Lennephuis van de gevel gehaald. In het Ross van Lennep Huis stond ook een borstbeeld van Ross van Lennep. 
In Oud-Geleen (Geleen) werd in 1952 bij het gouden jubileum van de Staatsmijnen de Van Lennepstraat aangewezen, in Welten (Heerlen) werd in 1963 de Ross van Lennepstraat aangewezen en in Sittard (Kollenberg) werd in 1955 de Ross van Lenneplaan aangewezen. Deze laatste straat werd internationaal bekend door de opnames van de film Flodder 1 in 1986 (Dick Maas).

## Publicaties
• ‘Een en ander over de fabricage van cacaopoeder en chocolade’ Technisch Studenten-Tijdschrift, jaargang 1910-1911, nummer 2;
• Inwerking van primaire aminen op dinitrosalicylic (glyoxime peroxiden of diacylfuroxanen) III’, J. Böéseken en D.P. Ross van Lennep, Handboek ‘Compendium van Chemische Werken van Nederland en België’, 1912;
• ‘De invloed van vaste stoffen op anaerobiose in vloeibare kweekmedia’, 1912;
• De Cokesfabriek op Staatsmijn Emma. Heerlen, 1920. D.P. Ross van Lennep, overgedrukt uit het verslag van de 47e Algemeene Vergadering Der Vereeniging van Gasfabrikanten in Nederland, 'Het Gas' 1920 No. 68;
• Rapport betreffende het onderzoek naar de mogelijkheid van de bereiding van cokes uit soengoep-kool (Poeloe-laoet). Heerlen, 4 juni 1924. (w.g.) D.P. Ross van Lennep, (w.g.) F. Van Iterson;
• Utilisatie van Bruinkolen, F.K.Th van Iterson en D.P. Ross van Lennep, Comm. tot ontw. van de fabrieksnijv. in Ned. Indië nr. 6 pp. 99, 1925;
• ‘De nevenbedrijven der vetkolenmijnen, steenkool als grondstof voor de bereiding van cokes, gas, chemische producten en meststoffen’, Mijnen-nummer 1935;
• Voordracht: ‘De bodem van Limburg en Noord-Brabant in verband met de mogelijkheid tot vestiging van nieuwe industrieën’. Akademie-dagen Deel I gehouden te ’s Hertogenbosch op 11 en 12 april 1947.
In 2024 is het boek 'Dr. Ir. Daniël Pieter Ross van Lennep, d'n hier op d'n berg' uitgegeven met de biografie van Ross van Lennep, geschreven door auteur Bart Lendfers uit Oirsbeek. 
1. ↑  boekwinkeltjes.nl, Boekwinkeltjes. Boekwinkeltjes. Geraadpleegd op 24 februari 2025.